# Gaetano Manfredi
Gaetano Manfredi (ur. 4 stycznia 1964 w Ottaviano) – włoski inżynier, nauczyciel akademicki i polityk, profesor, rektor Uniwersytetu Neapolitańskiego im. Fryderyka II (2014–2020), w latach 2020–2021 minister szkolnictwa wyższego i badań naukowych, od 2021 burmistrz Neapolu.

## Życiorys
Brat polityka Massimiliana Manfrediego. W 1988 ukończył studia inżynierskie na Uniwersytecie Neapolitańskim im. Fryderyka II. Doktoryzował się w zakresie inżynierii budowlanej. Zawodowo związany z macierzystą uczelnią, w 2000 objął stanowisko profesora. Specjalizował się w takich zagadnieniach jak techniki budowlane, inżynieria lądowa i ryzyko sejsmiczne. Autor lub redaktor około 10 publikacji książkowych i kilkuset artykułów naukowych. Pracował jako koordynator i kierownik różnych projektów naukowych finansowanych przez Unię Europejską oraz krajowe i międzynarodowe instytucje naukowe. Powołany w skład rad redakcyjnych czasopism naukowych „Journal of Composites for Construction” i „European Journal of Environmental and Civil Engineering”.
W latach 2006–2008 pełnił funkcję doradcy ministra Luigia Nicolaisa. W 2014 został rektorem Uniwersytetu Neapolitańskiego im. Fryderyka II. W 2015 powołany na przewodniczącego CRUI, konferencji rektorów włoskich uniwersytetów. W grudniu 2019 premier Giuseppe Conte wysunął jego kandydaturę na nowego ministra szkolnictwa wyższego i badań naukowych. Urząd ten objął w styczniu 2020, sprawował go do lutego 2021. W październiku tegoż roku został wybrany na burmistrza Neapolu.